# PAL Express
PAL Express – dawna filipińska regionalna tania linia lotnicza z siedzibą w Pasay. PAL Express działała w Porcie lotniczy Mactan-Cebu, z mniejszymi operacjami w Manili. Obsługiwała głównie trasy krajowe pomiędzy Visayas i Mindanao. Jej operacje i samoloty przejęła Airphil Express.

## Flota
Flota składała się z: